# Tures
Tures es el séptimo y penúltimo distrito del cantón de Santo Domingo, su cabecera es el barrio de Ángeles o Los Ángeles y se ubica  en la provincia de Heredia, de Costa Rica.

## Historia
Tures fue creado el 10 de diciembre de 1971 por medio de Decreto Ejecutivo 2100-G. Segregado de San Miguel.
Carlos Villalobos Chacón, Rafael Artavia Villalobos y José Manuel "Toño" Barquero fueron los dirigentes comunales más destacados del pueblo que lucharon por convertir a Tures en un distrito del cantón de Santo Domingo, antes de 1971 tuvo el nombre de San Miguel Norte cuando fue parte del distrito de San Miguel. El nombre de Tures hace alusión a un personaje indígena huetar que habitó la región.

## Estructuras de interés histórico-Cultural.
En Tures se ubica la Escuela Cristóbal Colón cuyo edificio fue construido en 1889, los 4 puentes de arco de piedra, sobre la Quebrada Tierra Blanca en el límite con Santo Tomás y San Vicente, sobre el río Tibasito en el límite con San Miguel, sobre el río Lajas en el límite con Pará y sobre la Quebrada Tierra Blanca en el Barrio Lourdes este último se cree que data de 1850 y los otros puentes de finales de la década de 1890.

## Geografía
Tures cuenta con un área de 3,88 km² y una altitud media de 1260 m s. n. m.

## Demografía
Para el año 2022, Tures cuenta con una población estimada de 4895 habitantes, y para el último censo efectuado, en 2011, Tures contaba con una población de 3452 habitantes.

## Transporte

### Carreteras
Al distrito lo atraviesan las siguientes rutas nacionales de carretera:
- Ruta nacional 116
- Ruta nacional 117
- Ruta nacional 504